# کالاماندرانا
کالاماندرانا (به ایتالیایی: Calamandrana) یک کومونه در ایتالیا است که در استان آسته واقع شده‌است.

## خصوصیات
کالاماندرانا ۱۲٫۷ کیلومترمربع مساحت و ۱٬۸۰۷ نفر جمعیت دارد و ۱۵۱ متر بالاتر از سطح دریا واقع شده‌است.